# Kévin Bérigaud
Kévin Bériguad (Thonon-les-Bains, 9 maggio 1988) è un calciatore francese, attaccante dell'ES Douvaine Loisin.

## Carriera
Dal 2008 al 2014 gioca all'Évian TG. Nell'estate del 2014 passa a titolo definitivo al Montpellier.

## Palmarès

### Club

#### Competizioni nazionali
- Ligue 2: 1

Évian TG: 2010-2011